# Farmington (Missisipi)
Farmington – miasto w Stanach Zjednoczonych, w stanie Missisipi, w hrabstwie Alcorn.